# Фонетика і фонологія німецької мови
Фонологія стандартної німецької мови вивчає стандартну вимову або акцент німецької мови. Вона має справу з сучасною фонологією і фонетикою, а також з їхнім історичним розвитком, географічними варіантами та впливом німецьких діалектів.
Хоча правопис німецької мови офіційно стандартизується міжнародною організацією (Рада з питань німецького правопису), вимова не має офіційного стандарту і спирається на стандарт де-факто, який зафіксовано в довідкових виданнях, таких як Deutsches Aussprachewörterbuch (Німецький словник вимови), автори Eva-Maria Krech та інші, і в Duden. Das Aussprachewörterbuch (Duden, том 6, Словник вимови), автор Max Mangold, а також навчальних матеріалах радіостанцій і телеканалів, таких як Westdeutscher Rundfunk, Deutschlandfunk або Schweizer Radio und Fernsehen. Ця стандартизована вимова є результатом систематизації, а не походить з будь-якого конкретного німецькомовного міста. Стандартну німецьку вимову іноді називають Сценічною німецькою мовою, але ця остання насправді має своє власне визначення і трохи відрізняється.

### Голосні

#### Монофтонги
|                                            | Переднього ряду | Переднього ряду | Переднього ряду | Переднього ряду | Середнього ряду | Середнього ряду | Заднього ряду | Заднього ряду |
| неогублені                                 | неогублені      | огублені        | огублені        | неогублені      | неогублені      | огублені        | огублені      |               |
| короткі                                    | довгі           | короткі         | довгі           | короткі         | довгі           | короткі         | довгі         |               |
| ------------------------------------------ | --------------- | --------------- | --------------- | --------------- | --------------- | --------------- | ------------- | ------------- |
| Високого підняття (або закриті)            | ɪ               | iː              | ʏ               | yː              |                 |                 | ʊ             | uː            |
| Високо-середнього підняття (напівзакриті)  |                 | eː              |                 | øː              | (ə)             |                 |               | oː            |
| Низько-середнього підняття (напіввідкриті) | ɛ               | ɛː              | œ               |                 | (ɐ)             |                 | ɔ             |               |
| Низького підняття (відкриті)               |                 |                 |                 |                 | a               | aː              |               |               |

Деякі вчені вважають /ə/ ненаголошеним алофоном /ɛ/.

Монофтонги стандартної німецької мови згідно з Dudenredaktion, Kleiner & Knöbl (2015)

Крім того, деякі вчені вважають /ɐ/ алофоном ненаголошеної послідовності /ər/.
Також дискутується фонематичний статус /ɛː/; дивіться нижче.

##### Пояснення
- Голосні високого підняття (Закриті голосні)
  - /iː/ неогублений голосний переднього ряду високого підняття [iː][4][5][6][7].
  - /yː/ огублений голосний переднього ряду високого підняття [y̠ː][4][5][6][7]. Його огублення напружене[en][8].
  - /uː/ огублений голосний заднього ряду високого підняття [uː][4][5][6][7]. Його огублення випукле[8].
  - /ɪ/ описується або як неогублений голосний переднього ряду високого підняття [ɪ̟][6][7], або як неогублений ненапружений голосний переднього ряду високого підняття [ɪ][4][5].
  - /ʏ/ огублений ненапружений голосний переднього ряду високого підняття [ʏ][4][5][6][7]. Його огублення напружене[8].
  - /ʊ/ описується або як огублений ненапружений голосний заднього ряду високого підняття [ʊ][4][5][6], або як огублений голосний заднього ряду високого підняття [ʊ̠][7]. Його огублення випнуте[8].
- Голосні середнього підняття (напівзакриті/напіввідкриті)
  - /eː/ неогублений голосний переднього ряду високо-середнього підняття [eː][4][5][6][7].
    - У нестандартних акцентах нижньонімецької мови, а також в деяких баварських та австрійських акцентах ця фонема може бути виражена у вигляді вузького дифтонгу у напрямку високого підняття (narrow closing diphthong) [eɪ].

  - /øː/ описується або як огублений голосний переднього ряду високо-середнього підняття [ø̠ː][5][6][7], або як огублений голосний переднього ряду середнього підняття [ø̽ː][4]. Його огублення напружене[8].
    - У нестандартних акцентах нижньонімецької мови, а також в деяких австрійських акцентах ця фонема може бути виражена у вигляді вузького дифтонгу у напрямку високого підняття [øʏ].

  - /oː/ огублений голосний заднього ряду високо-середнього підняття [oː][4][5][6][7]. Його огублення випнуте[8].
    - У нестандартних акцентах нижньонімецької мови, а також в деяких австрійських акцентах ця фонема може бути виражена у вигляді вузького дифтонгу у напрямку високого підняття [oʊ].

  - /ə/ описується або як голосний середнього ряду середнього підняття [ə][4][5][6], або як неогублений голосний середнього ряду високо-середнього підняття[ɘ][9]. Він зустрічається тільки в ненаголошених складах, наприклад, в besetzen [bəˈzɛt͡sən] («займати»). Він часто знаходиться у відношенні додаткової (комплементарної) дистрибуції до алофону [ɛ], який не зустрічається в ненаголошених складах. Якщо в складі коди складу за /ə/ слідує сонорний звук, то Шва (Schwa) часто зникає, так що сонорний звук стає силабічним (складоутворюючим), наприклад, Kissen [ˈkɪsn̩] («подушка»), Esel [ˈʔeːzl̩] («віслюк»).
  - /ɛ/ описується або як неогублений ненапружений голосний переднього ряду середнього підняття [ɛ̽][5], або як неогублений голосний переднього ряду низько-середнього підняття [ɛ][4][6][7].
  - /ɛː/ описується або як неогублений голосний переднього ряду середнього підняття [ɛ̝ː][4], або як неогублений голосний переднього ряду низько-середнього підняття [ɛː][4][5][7].
  - /œ/ описується або як огублений ненапружений голосний переднього ряду низько-середнього підняття [œ̠][6][7] або як деякою мірою знижений огублений ненапружений голосний переднього ряду низько-середнього підняття [œ̠˕][4][5]. Його огублення напружене[8].
  - /ɔ/ описується або як дещо зсунутий вперед огублений голосний заднього ряду низько-середнього підняття [ɔ̟][5][6] або як огублений голосний заднього ряду низько-середнього підняття [ɔ][4][7]. Його огублення випнуте[8].
- Голосні низького підняття (відкриті)
  - /ɐ/ ненапружений голосний середнього ряду низького підняття [ɐ][4][10]. Це — загальний алофон послідовності /ər/, спільний для всіх німецькомовних земель, крім Швейцарії.
  - /а/ описується або як неогублений голосний переднього ряду низького підняття [a][7][11], або як неогублений голосний середнього ряду низького підняття [ä][4][5][6][12][13]. Деякі вчені[14] розрізняють два коротких /a/, а саме /a/ переднього ряду і /ɑ/ заднього ряду[15]. Останній звук трапляється тільки в ненаголошених відкритих складах, так само, як /i, y, u, e, ø, o/[16].
    - Стандартна австрійська вимова цього голосного - [ɑ] заднього ряду[17].
    - [a] переднього ряду, або навіть [æ] є спільною реалізацією фонеми /a/ в північних німецьких варіантах під впливом нижньонімецької.

  - /а:/ описується або як неогублений голосний середнього ряду низького підняття [äː][4][5][6][12][13] або як неогублений голосний заднього ряду низького підняття [ɑː][7][18]. Через це він іноді подається в транскрипції як /ɑː/[19].
    - [ɑː] заднього ряду - це стандартна австрійська вимова[17]. Крім того, це - загальна реалізація /aː/ в північнонімецьких діалектах під впливом нижньонімецької (де він може навіть бути огубленим [ɒː]).

  - Wiese (1996) зазначає, що «є тенденція до нейтралізації відмінностей між [a(ː)], [aɐ̯] та [ɐ]. Тобто, кінцеві склади в словах Oda («ода»), Radar («радар»), та Oder («Одер») на слух дуже схожі, і майже або повністю ідентичні в деяких діалектах»[20]. Він також зазначає, що «поза контекстом слова, [ɐ] не можна відрізнити від [a]»[20].

Хоча в німецькій мові існує контраст довготи голосних, часто їх аналізують відповідно до контрасту напруженості. Довгі голосні /iː, yː, uː, eː, øː, oː/ є напруженими (зазвичай вимовляються з більш закритим ротом), тоді як короткі /ɪ, ʏ, ʊ, ɛ, œ, ɔ/ - є ненапруженими. Подібно до англійських закритих голосних, німецькі ненапружені голосні в ударній позиції зазвичай вимагають наявності наступного приголосного. Винятком є звук [ɛː], який відсутній у багатьох діалектах (як буде описано нижче).Звук /a/ іноді розглядається як ненапружений аналог напруженого /aː/, що відповідає поділу на напружені і ненапружені голосні. Короткі /i, y, u, e, ø, o/ зустрічаються в ненаголошених складах у запозичених словах, таких як Psychometrie /psyçomeˈtʁiː/ («психометрія»). Вони зазвичай вважаються алофонами напружених голосних, які не можуть зустрічатися в ненаголошених складах (крім як в складових).
У північнонімецьких діалектах під впливом нижньонімецької мови, де повністю відсутня контрастність голосних за довготою, ситуація виглядає наступним чином:
- /aː/ має іншу якість порівняно з /a/ (див. вище).
- Ці діалекти також не мають звуку /ɛː/, замість його використовують тільки /eː/.

##### Фонематичний статус/ɛː/
Довгий неогублений голосний переднього ряду низько-середнього підняття [ɛː] відсутній у багатьох варіантах стандартної німецької мови, де його відтворюють як довгий неогублений голосний переднього ряду високо-середнього підняття [eː]. Через це слова Ähre («колос») і Ehre («честь») вимовляються як [ˈʔeːʁə] замість [ˈʔɛːʁə], а Bären («ведмеді») і Beeren («ягоди») вимовляються [ˈbeːʁən] замість [ˈbɛːʁən]. Питання, чи є [ɛː] окремою фонемою або чи існує вона взагалі, за винятком випадків свідомого самоконтролю за мовою, залишається дискусійним з кількох причин:
- Існування фонеми /ɛː/ є нетиповим у системі голосних, де зазвичай є пари довгих і напружених голосних в порівнянні з короткими і ненапруженими, як, наприклад, [oː] в порівнянні з [ɔ];
- Використання [ɛː] у стандартній німецькій мові зумовлене здебільшого гіперкорекцією та штучно створеною вимовою, що традиційно використовується на сцені (Bühnendeutsch), а не постійною різницею в певних діалектах[21] [відсутнє в джерелі]. Хоча деякі діалекти проявляють контраст між [eː] та [ɛː], немає згоди серед діалектів щодо того, як лексичні одиниці слід вимовляти як [eː] або як [ɛː];
- Використання [ɛː] є вимовою на основі написаного[en], а не вродженою властивістю мови[21]. Це — спроба «говорити, як написано» (Sprechen wie gedruckt) і диференціювати варіанти написання ⟨e⟩ і ⟨ä⟩ (носії мови намагаються виправдати появу ⟨e⟩ і ⟨ä⟩ в письмовій формі, роблячи їх відмінними в розмовній мові);
- Носіям з досить стандартним ідіолектом важко вимовляти довгі фрагменти тексту з [eː] і [ɛː] у потрібних місцях. Такі люди, ймовірно, уявляють собі варіанти написання таких слів, що перешкоджає потоку мови[21][відсутнє в джерелі].

#### Дифтонги

##### Фонематичні
|                                            | Кінцевий звук | Кінцевий звук |
| Переднього ряду                            | Заднього ряду |               |
| ------------------------------------------ | ------------- | ------------- |
| Низько-середнього підняття (напіввідкриті) | ɔʏ̯            |               |
| Низького підняття (відкриті)               | aɪ̯            | aʊ̯            |

Дифтонги стандартного німецької мови, за Dudenredaktion, Kleiner & Knöbl (2015)

- /aɪ̯/ по-різному описується як [äɪ][4][22], [äe̠][23] та [aɛ][24].
- /aʊ̯/ по-різному описується як [äʊ][22], [äʊ̞][4], [äo̟][23] та [aɔ][25].
- /ɔʏ̯/ по-різному описується як [ɔʏ][22], [ɔʏ̞][4], [ɔ̝e̠][23] та[ɔœ][26].

Процес згладжування відсутній в стандартній німецькій мові, так що послідовності /aɪ̯ə, aʊ̯ə, ɔʏ̯ə/ ніколи не виражаються *[aə̯, aə̯, ɔə̯] або *[aː, aː, ɔː].

##### Фонетичні
В незначній мірі зустрічаються й інші дифтонги, наприклад,
- [ʊɪ̯] у вигуку pfui [p͡fʊɪ̯].

Вказані нижче дифтонги, як правило, не враховуються серед німецьких, оскільки німці часто відчувають, що вони є ознаками «іноземних слів» (Fremdwörter). Вони трапляються тільки в запозиченнях:
- [o̯a], як і в Croissant (круасан) [kʁ̥o̯asɑ], в просторіччі: [kʁ̥o̯aˈsaŋ].
- Wiese (1996) стверджує, що багато носіїв німецької мови досить часто використовують вираз ok (“добре”) з [ɔʊ̯ˈkɛɪ̯] як можливою вимовою,[27] і що, як альтернатива, [ɔʊ̯] і [ɛɪ̯] можуть бути монофтонгізовані до [oː] та [eː], відповідно.[27] Проте, ані Mangold (2005), ані Krech et al. (2009) не визнають їх як фонеми. Замість цього вони призначають вимови, відповідно, з /oː/ та /eː/ в кожному запозиченні з англійської мови, що містить /oʊ/ і /eɪ/.

У різновидах, де носії мови перетворюють (вокалізують) /r/ в [ɐ] в складі коди складу, дифтонги, що закінчуються на [ɐ̯], можуть бути утворені з кожною голосною, крім /ə/ та /ɐ/:
| Дифтонг      | Дифтонг    | Приклад     | Приклад    | Приклад                            |
| Фонематичний | Фонетичний | МФА         | Орфографія | Переклад                           |
| ------------ | ---------- | ----------- | ---------- | ---------------------------------- |
| /ɪr/         | [ɪɐ̯]       | [vɪɐ̯t]      | wird       | він / вона / воно стає             |
| /iːr/        | [iːɐ̯]1     | [viːɐ̯]      | wir        | ми                                 |
| /ʏr/         | [ʏɐ̯]       | [ˈvʏɐ̯də]    | Würde      | гідність                           |
| /yːr/        | [yːɐ̯]1     | [fyːɐ̯]      | für        | для                                |
| /ʊr/         | [ʊɐ̯]       | [ˈvʊɐ̯də]    | wurde      | він став / вона стала / воно стало |
| /uːr/        | [uːɐ̯]1     | [ˈʔuːɐ̯laʊ̯p] | Urlaub     | відпустка                          |
| /ɛr/         | [ɛɐ̯]       | [ʔɛɐ̯ft]     | Erft       | Ерфт                               |
| /ɛːr/        | [ɛːɐ̯]1     | [bɛːɐ̯]      | Bär        | ведмідь                            |
| /eːr/        | [eːɐ̯]1     | [meːɐ̯]      | mehr       | більше                             |
| /œr/         | [œɐ̯]       | [dœɐ̯t]      | dörrt      | він / вона / воно сушить           |
| /øːr/        | [øːɐ̯]1     | [høːɐ̯]      | hör!       | слухай!                            |
| /ɔr/         | [ɔɐ̯]       | [ˈnɔɐ̯dn̩]    | Norden     | північ                             |
| /oːr/        | [oːɐ̯]1     | [toːɐ̯]      | Tor        | ворота                             |
| /ar/         | [aɐ̯]       | [haɐ̯t]      | hart       | твердий                            |
| /aːr/        | [aːɐ̯]1     | [vaːɐ̯]      | wahr       | правда                             |

Німецькі дифтонги, що закінчуються на /[ɐ̯]/ (частина 1), за Kohler (1999)

Німецькі дифтонги, що закінчуються на /[ɐ̯]/ (частина 2), from Kohler (1999)

↑ Wiese (1996) зазначає, що контраст тривалості не дуже стабільний перед /r/, за яким слідує приголосний (non-prevocalic) і що «Meinhold & Stock (1980:180), наслідуючи словники (Mangold (1990), Krech & Stötzer (1982)), вважають голосні в ловах Art, Schwert, Fahrt довгими, а голосні в Ort, Furcht, hart - короткими. Причому причина цієї відмінності є досить сумнівною». Далі він зазначив, що в своєму власному діалекті, немає різниці довжини голосної в цих словах, і що судження про довжину голосного перед /r/, за яким слідує приголосний, у випадку вокалізації /r/, є проблематичним, зокрема, якщо йому передує /a/.
За довжиною, вищезгадані довгі дифтонги аналізуються як [iɐ̯], [yɐ̯], [uɐ̯], [ɛɐ̯], [eɐ̯], [øɐ̯], [oɐ̯] та [aɐ̯]. Це робить /ar/ та /aːr/ (перед приголосному) гомофонними зі звуками [aɐ̯] або [aː]. /ɛr/ та /ɛːr/, що передують приголосному, також можуть зливатись, але діаграма голосних у Kohler (1999) показує, що їхні відправні точки дещо відрізняються: неогублена голосна середнього підняття переднього ряду, що тяжіє до середини та центру — [ɛ̽] для першого варіанта, та неогублена голосна середнього підняття переднього ряду [ɛ] — для другого.
Wiese (1996) також стверджує, що «ненапруженність голосного відбувається в укорочених голосних; це дійсно, у багатьох випадках, здається, збігається з укороченням голосного». Це призводить до того, що [iɐ̯], [yɐ̯], [uɐ̯], [eɐ̯], [øɐ̯], [oɐ̯] вимовляються так само, як [ɪɐ̯], [ʏɐ̯], [ʊɐ̯], [ɛɐ̯], [œɐ̯], [ɔɐ̯]. Таке злиття звичайне в стандартному австрійському акценті, в якому, наприклад, Mor «болото» часто вимовляється [mɔɐ̯]; це, на відміну від стандартного північного діалекту, також відбувається між голосними (intervocalically), поряд з дифтонгизацією ненапруженого голосного в [Vɐ̯], так що, наприклад, Lehrer «вчитель» вимовляється [ˈlɛɐ̯ʁɐ] (відповідна вимова стандартного північного діалекту - [ˈleːʁɐ]). Ще одна особливість стандартного австрійського акценту — повне поглинання [ɐ̯] попереднім /ɑ, ɑː/, так що, наприклад, rar «дефіцитний» вимовляється як [ʁɑː].

### Приголосні
Із приблизно 25-ма фонемами, німецька система приголосних має середню кількість приголосних звуків у порівнянні з іншими мовами. Одним з найбільш примітних з них є незвичайний африкат /p͡f/.
|            |                      |         | Губні | Зубні/ Ясенні (альвеолярні) | Середньо-піднебінні (палатальні) | М’яко-піднебінні (велярні)/ Язичкові (увулярні) | Гортанні |
| ---------- | -------------------- | ------- | ----- | --------------------------- | -------------------------------- | ----------------------------------------------- | -------- |
| Носові     | Носові               | Носові  | m     | n                           |                                  | ŋ                                               |          |
| Проривні   | Проривні             | fortis  | p     | t                           |                                  | k                                               | (ʔ)      |
| Проривні   | Проривні             | lenis   | b     | d                           |                                  | g                                               |          |
| Африкати   | Африкати             | fortis  | pf    | ts                          | tʃ                               |                                                 |          |
| Африкати   | Африкати             | lenis   |       |                             | (dʒ)                             |                                                 |          |
| Фрикативні | Сибілянти (свистячі) | fortis  |       | s                           | ʃ                                |                                                 |          |
| Фрикативні | Сибілянти (свистячі) | lenis   |       | z                           | (ʒ)                              |                                                 |          |
| Фрикативні | Не сибілянти         | fortis  | f     | θ                           | ç                                | x                                               | h        |
| Фрикативні | Не сибілянти         | lenis   | v     | ð                           | j                                |                                                 |          |
| Бокові     | Бокові               | Бокові  |       | l                           |                                  |                                                 |          |
| Ротичні    | Ротичні              | Ротичні |       | r                           | r                                | r                                               |          |

#### Пояснення
- Глухий лабіодентальний африкат /p͡f/ - губний - губно-зубний звук /p͡f/, а не чисто губно-зубний [p̪͡f][32].
- Зубні/ясенні /t, d, l, n/ можуть бути апікальними[en] альвеолярними [t̺, d̺, l̺, n̺] [33][34][35][36], ламінальними альвеолярними [t̻, d̻, l̻, n̻][33][37][38], або ламінальними зубно-альвеолярними[en] [t̪, d̪, l̪, n̪].[33][39][40][41]. Ще одна можлива вимова /d/ трапляється в ненаголошеній позиції між голосними - ретрофлексне [ɖ].[42]. В австрійській німецькій мові часто використовується ламінальна зубно-альвеолярна артикуляція.
  - /l/ - завжди ясне [l], як і (незалежно від контексту) в більшості акцентів ірландської англійської мови. Кілька австрійських варіантів замість цього можуть використовувати веляризовану (м’якопіднебінну) [ɫ], але це вважається нестандартним.
- У стандартній австрійській /k/ може бути перетворене в африкат [k͡x] перед голосними переднього ряду.[43]
- /t͡s, s, z/ можуть бути ламінальними альвеолярними [t̻͡s̻, s̻, z̻],[44][45][46], ламінальними зазубними [t̪͡s̪, s̪, z̪][44][46] (тобто, передніми альвеолярними, які вимовляються кінчиком язика безпосередньо поза передніми верхніми зубами)[44], або навіть апікальними альвеолярними [t̺͡s̺, s̺, z̺] (кінчик язика в альвеоли).[44][45][46]. Австрійська німецька часто використовує зазубну артикуляцію. /s, z/ завжди сильно шиплячі (fricated).[47]
- /t͡ʃ, d͡ʒ, ʃ, ʒ/ сильно лабіалізовані палато-альвеолярні свистячі [t͡ʃʷ, d͡ʒʷ, ʃʷ, ʒʷ].[48][49][50] /ʃ, ʒ/ шиплять (fricated) слабкіше, ніж /s, z/[51]. Є два варіанти цих звуків:
  - Ламінальні [48][50] – вимовляються передньою частиною лопатки язика, яка наближається до крайньої передньої частини твердого піднебіння, а кінчик язика знаходиться позаду верхніх або нижніх передніх зубів[48].
  - Апікально-ламінальні [48][49][50] – вимовляються кінчиком язика, який наближається до ясен, а передня частина лопатки язика наближається до крайньої передньої частини твердого неба[48].  Відповідно до Morciniec & Prędota (2005) цей варіант використовується частіше[50].
- /θ, ð/ використовуються тільки в запозиченнях, в основному з англійської мови, таких як Thriller («трилер») /ˈθʁɪlɐ/,[47], хоча деякі носії заміняють /θ/ на /t, s, або f/, а /ð/ на /d, z, або v/. Є два варіанти цих звуків:
  - Апікальні зазубні [47] вимовляються кінчиком язика, який наближається до верхніх різців[47].
  - Апікальні міжзубні [47] вимовляються кінчиком язика між верхніми і нижніми різцями[47].
- /r/ має ряд можливих реалізацій:
  - Дзвінкий апікальний дрижачий / одноударний  приголосний [r̺, ɾ̺],[52][53][54]. Може бути або ясенний (альвеолярний) – вимовляється кінчиком язика проти альвеолярного відростка) [52][53][54], або зубний (дентальний) – вимовляється кінчиком язика проти задньої частини верхніх передніх зубів).[52][53]
    - Поширення: Часто зустрічається на півдні (Баварія і в багатьох районах Швейцарії і Австрії), але він також властивий деяким носіям в центральній і північній Німеччині, особливо у літніх людей. Він також є одним з можливих реалізацій /r/ в стандартному австрійському акценті, але більш поширеною альвеолярною реалізацією є апроксимант (щілинний сонорний) [ɹ]. Ще більш поширеними є увулярні реалізації, щілинні (фрикативні) [ʁ ~ χ] і дрижачий [ʀ].[55]

  - Дзвінкий увулярний дрижачий приголосний [ʀ],[52][53][56][57] [57], який може бути реалізований у вигляді глухого [ʀ̥] після глухого приголосного (як в treten)[53]. Відповідно до Lodge (2009) він часто являє собою одноударний [ʀ̆] між голосними звуками (як в Ehre)[58].
    - Поширення: Зустрічається в деяких консервативних діалектах - більшість носіїв з увулярним /r/ реалізують його як фрикатив (щілинний) або апроксимант (щілинний сонорний)[59]. Він також є одним з можливих реалізацій /r/ в стандартному австрійському акценті, але рідше. ніж щілинний [ʁ ~ χ][55].

  - Середньоязиковий (дорсальний) фрикативний приголосний, про якість якого немає повної згоди:
    - Krech et al. (2009) описують два фрикативних варіанти, а саме, дзвінкий запіднебінний [ɣ˖] та дзвінкий м’якопіднебінний [ɣ]. Запіднебінний варіант з’являється до і після голосних переднього ряду, а м’якопіднебінний варіант використовується у всіх інших положеннях.[60]
    - Morciniec & Prędota (2005) описують його як дзвінкий зам’якопіднебінний фрикативний [ʁ̟].[61]
    - Mangold (2005) і Kohler (1999) описують його як дзвінкий язичковий (увулярний) фрикативний [ʁ];[52][62]
      - Mangold (2005) стверджує, що «серед освічених професійних радіо- і телевізійних дикторів, а також серед професійних акторів на сцені і в кіно, [дзвінка язичкова (увулярна)] фрикативна [реалізація] /r/ явно переважає».[52]
        - У стандартному австрійському акценті язичковий фрикативний також є найбільш поширеною реалізацією, хоча його дзвінкість є змінною (тобто, він може бути або дзвінким [ʁ] або глухим [χ]).[55]

      - Kohler (1999) пише, що «місце артикуляції приголосного варіюється від язичкового в rot («червоний»), до м'яко-піднебінного в treten («входити»), в залежності від контексту голосних заднього чи переднього ряду». Він також зазначає, що [ʁ] втрачає дзвінкість після глухих проривних і щілинних, особливо в межах одного слова, даючи слово treten як приклад. Згідно з цим автором, між голосними [ʁ] може бути зведений до апроксиманту.[63]

    - Ladefoged & Maddieson (1996) описують його як язичковий (увулярний) фрикативний [ʁ] або апроксимант [ʁ̞]. Останній менш імовірно на початку слова.[64]
    - Поширення: майже в усіх областях, крім Баварії і частини Швейцарії.

  - Ненапружений голосний середнього ряду низького підняття [ɐ] зустрічається після голосних і є алофоном різновидів /r/ (в основному середньоязикових). Його нескладоутворюючий (несілабічний) варіант не завжди ненапружений низького підняття і не завжди центрального ряду; він подібний або [ɑ] або [ə], в залежності від оточення.[61]
    - Поширення: Широко поширений, але менш поширений в Швейцарії.
- Глухі проривні /p/, /t/, /k/ аспіруються (промовляються з придихом) завжди, крім після сибілянтів. Багато південних діалектів не аспірують /p t k/, а деякі північні діалекти роблять це тільки в наголошеному положенні. Глухі африкати /p͡f/, /t͡s/ та /t͡ʃ/ ніколи не аспіруються[65], як і будь-які інші приголосні, крім вищезгаданих /p, t, k/[65].
- Шумні приголосні (обструенти) /b, d, ɡ, z, ʒ, dʒ/ є глухими Lenis [b̥, d̥, ɡ̊, z̥, ʒ̊, d͜ʒ̊] в південних діалектах, і вони контрастують з глухими Fortis [p, t, k, s, ʃ, t͡ʃ].
- В Австрії, приголосні /b, d, ɡ/ в положенні між голосними[en] можуть перетворитись на фрикативні [β, ð, ɣ].[43][66]
- До і після голосних переднього ряду (/ɪ, iː, ʏ, yː, ɛ, ɛː, eː, œ, øː/, а також /a/ чи/або /aː/ тільки в діалектах, які реалізують їх як голосні переднього ряду) м’якопіднебінні (велярні) приголосні /ŋ, k, ɡ/ реалізуються як запіднебінні [ŋ˖, k̟, ɡ˖].[67][68]. Відповідно до Wiese (1996) в паралельному процесі /k, ɡ/ до і після голосних заднього ряду (/ʊ, uː, ɔ, oː/, а також /a/ чи/або /aː/ тільки в діалектах, які реалізують їх як голосні заднього ряду) переходять в пост-велярні [k̠, ɡ˗], або навіть увулярні [q, ɢ].[67]
- Немає повної згоди щодо природи /j/; вона по-різному описується як фрикативний [ʝ],[69][70][71], фрикатив, який може бути шиплячим (fricated) не так сильно, як /ç/ [72], звук між слабким фрикативом та апроксимантом [73] і апроксимант [j] [62][74], що є звичайною реалізацією в стандартній австрійській мові.[74]
- У стандартному використанні і ретельній мові гортанний вибух [ʔ] трапляється перед початком слів та перед основою слів, які починаються з голосної. Хоча, як правило, цей звук не вважається фонемою, він може мати фонемне значення: will ich [vɪl ʔɪç] («буду я») у порівнянні до willig [ˈvɪlɪç] [vɪlɪç] («готовий»). У німецькій мові гортанний вибух називається Knacklaut («твердий приступ»)). Саме цей звук додає специфічну різкість німецькій мові. При швидкій вимові ця фонема більше всього схожа на беззвучне клацання, яке відділяє слова та основи, що починаються з голосних. У розмовній і діалектній мовах /ʔ/ дуже часто опускається, особливо, коли слово, що починається з голосної ненаголошене. Також слово einander («один одного») вимовляється разом, без твердого приступу.
- Фонематичний статус африкат є спірним. На думку більшості, приймається існування /p͡f/ та /t͡s/, але не /t͡ʃ/ та нерідного /d͡ʒ/; деякі [75] не приймають жодної африкати, деякі приймають всі, крім /d͡ʒ/, а деякі [76] - приймають всі. Звуки [d͡ʒ] і [ʒ] зустрічаються тільки в словах іноземного походження. У деяких діалектах вони повністю замінюються на [t͡ʃ] та [ʃ].
- Губно-зубний апроксимант [ʋ] іноді вважається алофоном дзвінкого губно-зубного фрикативного /v/, особливо в південних діалектах німецької мови.
- Глухий твердопіднебінний фрикативний [ç] і глухий м'якопіднебінний фрикативний [x] традиційно вважаються алофонами відповідно після голосних переднього та заднього ряду. Більш детальний аналіз дивіться нижче - ich-лаут і ach-лаут. Згідно з деякими оцінками, глухий язичковий (увулярний) фрикативний [χ] є алофоном /x/ після /a, aː/ і за деякими даними, також після /ʊ, ɔ, aʊ̯/.[10][43] Однак, за словами Moosmüller, Schmid & Brandstätter (2015), увулярний алофон використовується після /ɔ/ тільки в стандартному австрійському діалекті.[43]
- Деякі вчені-фонологи [хто?] заперечують існування фонеми /ŋ/ і використовувати замість неї /nɡ/, а також /nk/ замість /ŋk/. Послідовність фонем /nɡ/ реалізується як [ŋɡ], коли /ɡ/ може бути дійсним вершком (onset) наступного складу, чиє ядро є голосною, крім ненаголошених /ə/, /ɪ/, або /ʊ/. В іншому випадку послідовність [ŋɡ] стає [ŋ]. Наприклад:
  - Diphthong /ˈdɪftɔnɡ/ [ˈdɪftɔŋ]
  - diphthongieren /dɪftɔnˈɡiːʁən/ [ˌdɪftɔŋˈɡiːʁən]
  - Englisch /ˈɛnɡlɪʃ/ [ˈʔɛŋlɪʃ]
  - Anglo /ˈanɡloː/ [ˈʔaŋɡloː]
  - Ganges /ˈɡanɡəs/ [ˈɡaŋəs] ~ /ˈɡanɡɛs/ [ˈɡaŋɡɛs]

#### Ich-лаут і ach-лаут
Ich-лаут є глухим твердопіднебінним фрикативним [ç] (який зустрічається в слові Ich [ʔɪç] «я»), а ach-лаут є глухим м'якопіднебінним фрикативним [х] (який зустрічається в слові ach [ах] «ах», «ой»). (Laut [laʊ̯t] німецькою означає «звук».) У корінних німецьких словах ці два звуки є алофонами, що трапляються в додатковій дистрибуції. Алофон [х] використовується після голосних заднього ряду (/ʊ uː ɔ oː) і звуків /a aː/ (наприклад, Buch [bux] «книга»). Алофон [ç] використовується після голосних переднього ряду (наприклад, mich [mɪç] «мене») і приголосних (наприклад, в Furcht [fʊʁçt] «страх», manchmal [mançmaːl] «іноді»). (Це відбувається повністю систематично: якщо ⟨r⟩ в Furcht вимовляється як приголосний, ch читається як [ç], однак, якщо, як це часто буває, це сполучення вокалізується як звук [ɐ], схожий  на голосний звук [а], то ⟨ch⟩ може представляти [х], отримуючи [fʊɐ̯xt]).
У запозиченнях, вимова потенційних фрикативних у вершку (onset) ударних складів не стабільна: в північних діалектах стандартної німецької, це [ç], в південних - [k], а в західних - [ʃ] (наприклад, China («Китай») [ˈçiːna] - [ˈkiːna] - [ˈʃiːna]).
Зменшувальний (димінутивний) суфікс -chen завжди вимовляється з Ich-лаут [-çən]. [77] Як правило, це закінчення також передбачає умляут (порівняйте, наприклад, Hund [hʊnt] «собака» - Hündchen [hʏntçn̩] «собачка»), так що теоретично, суфікс (а значить і сполучення “ch”) можуть йти тільки після голосних переднього ряду. Проте, в деяких порівняно нових словотвореннях більше немає умляуту, наприклад, в слові Frauchen [fʀaʊ̯çən] («жіночка»), так що за голосним заднього ряду слідує [ç], незважаючи на те, що, як правило, мало було б слідувати [х], як і в rauchen [ʀaʊ̯xən] («палити»). Це виняток з алофонічного розподілу може бути наслідком морфемного кордону або прикладом фонемологичних змін, коли вчорашні алофони зазнають розділення на окремі фонеми.
Алофонічний розподіл [ç] після голосних переднього ряду і [х] після інших голосних також зустрічаються і в інших мовах, таких як шотландська, у вимові light. Проте, це в жодному разі не є неминучим: голландська, ідиш і багато південних німецьких діалектів зберігають [х] (який може бути реалізований у вигляді [χ]) у всіх позиціях. Таким чином, розумно припустити, що древньоверхньонімецьке ih, предок сучасного ich («я»), вимовлялося [х], а не [ç]. Хоча неможливо знати напевно, чи були виражені старі англійські слова, такі як niht (сучасна night «ніч»), з допомогою [x] або [ç]. [ç], швидше за все (див. староанглійську фонологію).
Незважаючи на фонетичну історію, комплементарний розподіл [ç] і [х] в сучасній стандартній німецькій мові краще описується як зміщення назад /ç/ після голосної заднього ряду, а не зміщення вперед /х/ після голосного переднього ряду, тому що [ç] використовується у вершках (Chemie [çeˈmiː] «хімія») і після приголосних (Molch [mɔlç] «тритон»), і, таким чином, є основною формою фонеми. Це приклад асиміляції.
За словами Колера [78] німецький ach-лаут, в свою чергу, розподіляється на два алофони - [х] і [χ]: [х] трапляється після /uː, oː/ (наприклад, в Buch [buːx] «книга»), а [χ] - після /a, aː/ (наприклад, в Bach [baχ] «струмок»), в той час як [x] або [χ] можуть іти після /ʊ, ɔ, aʊ̯/, при чому, [χ] трапляється частіше.

#### Пари Fortis-Lenis (та глухі-дзвінкі)
Різні німецькі приголосні зустрічаються парами на одному місці артикуляції і з однаковим способом артикуляції, а саме пари /p-b/, /t-d/, /k-ɡ/, /s-z/, /ʃ-ʒ/. Ці пари часто називають парами Fortis-Lenis, оскільки недостатньо описувати їх як просто пари дзвінкі-глухі [чому?]. З деякими застереженнями /t͡ʃ-d͡ʒ/, /f-v/ також вважаються парами Fortis-Lenis.
Mangold (2005)стверджує, що контраст Fortis-Lenis для звуків /ʔ, m, n, ŋ, l, r, h/ неважливий. [79]
Проривні Fortis /p, t, k/ в багатьох діалектах аспіруються. Аспірація є найсильнішою у вершку складу з наголосом (наприклад, Taler [tʰaːlɐ] «талер»), більш слабкою у вершку складу без наголосу (наприклад, Vater [faːtʰɐ] «батько»), і найслабша в коді складу ( наприклад, в Saat [zaːtʰ] «насіння»). Все приголосні Fortis, тобто /p, t, k, f, s, ʃ, ç, x, p͡f, t͡s, t͡ʃ, θ/ [79] повністю глухі. [80]
Приголосні Lenis /b, d, ɡ, v, z, ʒ, j, r, d͡ʒ, ð/ [79] в діапазоні від слабо дзвінких до майже глухих [b̥, d̥, ɡ̊, v̥, z̥, ʒ̊, j̥, r̥, d͜ʒ̊, ð̥] після глухих приголосних: [80] Kasbah [ˈkasb̥a] («Касба»), abdanken[ˈʔapd̥aŋkn̩] («піти у відставку»), rotgelb [ˈʁoːtɡ̊ɛlp] («червоно-жовтий»), Abwurf [ˈʔapv̥ʊʁf] («скидання»), Absicht [ˈʔapz̥ɪçt] («намір»), Holzjalousie [ˈhɔlt͜sʒ̊aluziː] («дерев'яні жалюзі»), wegjagen [ˈvɛkj̥aːɡn̩] («відігнати»), tropfen [ˈtʁ̥ɔp͡fn̩] («капати»), Obstjuice [ˈʔoːpstd͜ʒ̊uːs] («фруктовий сік»). Mangold (2005) стверджує, що вони "в значній мірі дзвінкі" [b, d, g, v, z, ʒ, j, r, d͡ʒ, ð] у всіх інших оточеннях [79], але деякі дослідження знайшли, що в більшості діалектів проривні /b, d, ɡ/ э глухими на початку слова чи вислову (тим не менш, вони контрастують з /p, t, k/ через придихання останніх). [81]
/b, d, ɡ, z, ʒ/ є глухими в більшості південних діалектах німецької мови. Для ясності вони часто транскрибуються як [b̥, d̥, ɡ̊, z̥, ʒ̊].
Характер фонетичної різниці між глухими приголосними Lenis і аналогічними глухими приголосними Fortis є спірним. Ця різниця, як правило, описується як відмінність в характері артикуляторної сили, і час від часу, як різниця в довжині артикуляції; здебільшого вважається, що одна з цих характеристик викликає інше.
У різних центральних і південних діалектах контраст між Fortis і Lenis нейтралізується у вершку (onset) складу; іноді тільки у вершку ударного складу, іноді у всіх випадках.
Пара /f-v/ не вважається парою Fortis-Lenis, а просто парою глуха-дзвінка, оскільки /v/ залишається дзвінкою у всіх діалектах, в тому числі південних, які оглушають звуки Lenis (однак за деякими винятками)[82]. Взагалі, південний /v/ реалізується як дзвінкий апроксимант [ʋ]. Проте, є південні діалекти, які диференціюють між Fortis /f/ (наприклад, в sträflich [ʃtrɛːflɪç] «винний» від середньоверхньонімецького stræflich) і Lenis /f/ ([v], наприклад, в höflich [høːv̥lɪç] «ввічливий» від середньоверхньонімецького hovelîch); це аналогічно контрасту Fortis /s/ ([s]) і Lenis [z̥].

##### Втрата дзвінкості в коді
У діалектах північної Німеччини, проривні Lenis в складі коди реалізуються як проривні Fortis. Цього не відбувається в діалектах південної Німеччини, Австрії або Швейцарії. [83]
Оскільки проривні Lenis /b, d, ɡ/ є оглушеними або в кращому випадку нестабільно дзвінкими (як зазначено вище), то це не можна назвати втратою дзвінкості в строгому сенсі цього слова, тому що не тягне за собою втрати фонетичного голосу. [84] Точніше кажучи, це можна назвати підсиленням коди (coda fortition) або нейтралізацією Fortis і Lenis звуків в коді. Фрикативні дійсно і контрастно дзвінкі в Північній Німеччині. [85] Таким чином, фрикативні втрачають дзвінкість в коді в строгому сенсі цього слова. [84] Є різні думки, чи пов'язана втрата дзвінкості в коді з обмеженням, яке діє саме стосовно коди складу, або вона виникає з обмежень, які «захищають дзвінкість в певних позиціях». [86]
На відміну від стандартних правил вимови, в західних діалектах, в тому числі Рейнської області, нейтралізація Fortis-Lenis в коді призводить до появи дзвінкості, а не у її втраті, якщо наступне слово починається з голосної. Наприклад, mit uns стає [mɪd‿ʊns], а darf Ich стає [daʁv‿ɪç]. Те ж саме явище сандхі існує також, як правило, в Люксембурзькій мові. [87]

### Наголос у словах
Наголос у німецькій мові, як правило, падає на перший склад, з наступними винятками:
Багато запозичень, особливо власні імена, зберегли свій первісний наголос. наприклад Обама /oˈbaː.ma/.
Іменники, утворені суфіксами латинського походження, такі як -ant, -anz, -enz, -ion, -ismus, -ist, -ment, -tät: Idealismus /ide.aˈlɪsmʊs/ («ідеалізм»), Konsonant /kɔnzoˈnant/ («приголосний»), Tourist /tuˈʁɪst/ («турист»).
Дієслова, утворені латинським суфіксом -ieren, наприклад, studieren /ʃtuˈdiːʁən/ («вивчати»). Суфікс часто вимовляється /iːɐ̯n/ в розмовній мові.
Складні прислівники, з her, hin, da, або wo як першим своїм складом, отримують наголос на другому складі, наприклад dagegen /daˈɡeːɡən/ («з іншого боку»), woher /voˈheːɐ̯/ («звідки»).
Крім того, в німецькій є відмінність у наголосі між префіксами, що відділяються (наголос на префіксі) і префіксами, що невіддільні (наголос на корені) в дієсловах і словах, похідних від таких дієслів. Тому:
Слова, що починаються з be-, ge-, er-, ver-, zer-, ent-, emp-, miss- і кількох інших префіксів отримують наголос на другому складі.
Слова, що мають ab-, auf-, ein-, vor- як префікс дієслова, і більшість інших прийменникових прислівників отримують наголос на першому складі.
Деякі префікси, зокрема, über-, unter-, um-, і durch-, можуть відділятись або не відділятись і тому відповідно отримують чи не отримують наголос.
Зрідка утворюються два гомографи з такими префіксами. Вони не є строго омофонами. Розглянемо слово umschreiben. Як um•schreiben (префікс відділяється), слово означає «переписувати», і вимовляється [ˈʔʊmʃʀaɪ̯bən], і пов'язаний з ним іменник die Umschreibung також отримує наголос на першому складі - [ˈʔʊmʃʀaɪ̯bʊŋ]. З іншого боку, umschreiben (префікс не відділяється) вимовляється [ʔʊmˈʃʀaɪ̯bən]. Це слово означає «окреслювати», і пов'язаний з ним іменник, die Umschreibung («обрис») також отримує наголос на другому складі - [ʔʊmˈʃʀaɪ̯bʊŋ]. Іншим прикладом може служити слово umfahren; з наголосом на корінь ([ʔʊmˈfaːʀən]) він означає «об’їхати (перешкоду на вулиці)», а з наголосом на префікс ([ˈʔʊmfaːʀən]) він означає «переїхати» або «зіткнутися з (об'єктом на вулиці)».

### Засвоєння мови

#### Загальне
Як і всі діти, німецькі діти проходять через стадію лепету на ранніх етапах засвоєння звуків, протягом якої вони відтворюють звуки, які вони будуть згодом використовувати в своїх перших словах [88]. Запаси фонем починаються з проривних, носових і голосних звуків. (Контрастні) короткі голосні і плавні приголосні з'являються наступними, за ними слідують фрикативні і африкати, і, нарешті, всі інші приголосні і групи приголосних. [89] Діти починають виробляти прото-слова ближче до кінця першого року. Ці слова не аналогічні дорослим формам, але мають конкретне і постійне значення. [88] На початку словотворення фонетично прості і зазвичай слідують структурі складу CV або CVC, хоча це узагальнення було поставлене під сумнів. [90] Перші голосні - /ə/, /а/ і /aː/, а потім /е/, /i/ та /ɛ/, а огублені голосні з'являються останніми. [89] Німецькі діти часто використовують фонологічні процеси, щоб спростити їх раннє словотворення. [89] Наприклад, вони можуть видаляти ненаголошений склад (Schokolade «шоколад» вимовляється [laːdə]), [89] або заміняти фрикативний відповідним проривним (Dach [dax] «дах» вимовляється [dak]). [91] Одне дослідження показало, що 17-місячна дитина, що засвоює німецьку мову, замінювала глухий велярний фрикативний [х] на найближчий доступний щілинний [h], або видаляла його повністю (Buch «книга» [buːx] вимовлялось як [buh] або [buː]). [92]

#### Розвиток набору голосних
У 2009 році Lintfert досліджував розвиток набору голосних німецької мови в перші три роки життя. На стадії лепету розподіл голосних не має чіткого малюнка. Проте, наголошені і ненаголошені голосні вже показують різний розподіл в просторі голосних. Як тільки починається продукування слів, наголошені голосні розширюються в просторі голосних, а простір голосних ненаголошених голосних звуків F1-F2 (форманта 1—2) стає більш центральним. Більшість немовлят потім здатні стабільно продукувати форманту  F1. [93] Слід зазначити, що мінливість частот формант серед людей з віком зменшується. [94] Після 24 місяців немовлята розширюють свій простір голосних індивідуально з різною швидкістю. Однак, якщо висловлювання батьків мають чітко визначений простір голосних, їхні діти відтворюють чітко виділені класи голосних раніше. [95] Близько трьох років діти можуть відтворювати всі голосні звуки, і вони намагаються відтворювати чотири крайні (cardinal) голосні /y/, /i/, /u/ та /a/ в крайніх межах простору голосних F1-F2 (тобто немовлята роблять гранично можливі висоту і задню позицію язика при промовлянні голосних). [94]

#### Граматичні слова
Як правило, закриті класи граматичних слів (наприклад, артиклі та прийменники) відсутні в дитячій мові, коли вони вперше починають комбінувати слова. [96] Проте діти у віці 18 місяців проявляють знання цих слів замкнутих класів, коли вони воліють слухати оповідання з ними ніж без них. Таким чином, відсутність цих граматичних слів не може пояснюватись проблемами сприйняття [97]. Дослідники протестували дитяче розуміння чотирьох граматичних слів: bis [bɪs] («до»), von [fɔn] («від»), das [das] (визначений артикль середнього роду в однині), і sein [zaɪ̯n] («його»). Після першого ознайомленні зі словами, восьмимісячні діти дивилися більше в бік мовця, що говорить уривок тексту, який містив ці раніше почуті слова. [98] Проте, ця здатність відсутня у дітей піврічного віку. [99]

#### Носові
Засвоєння носових в німецькій відрізняється від голландської, фонологічно тісно пов'язаної мови. [100] Німецькі діти відтворюють пропорційно більше носових в позиції вершка (onset, тобто звуки перед голосною в складі), ніж голландські діти. [101] Німецькі діти, як тільки вони досягли 16-ти місяців, також відтворювали значно більше носових в складах, що містять Шва (Schwa), в порівнянні з дітьми, які говорять голландською. [102] Це може віддзеркалювати відмінності в мовах, в середовищі якої знаходяться діти, хоча дослідники стверджують, що розвиток носових, ймовірно, не може розглядатися окремо від більш загальної фонологічної системи, яку опановує дитина. [103]

#### Фонотактичні обмеження і читання
У дослідженні 2006 року було вивчене засвоєння німецької мови у дітей з фонологічною затримкою (зокрема, проблеми, пов'язані з занадто передніми задненебними (велярними) звуками і застосування проривних замість фрикативних) та чи застосовують вони фонотактичні обмеження груп приголосних на початку слова, що містять ці модифіковані приголосні. [104] У багатьох випадках, діти (середній вік = 5;1) уникали фонотактичних порушень, намагаючись використовувати замість цього інші приголосні або групи в своїй мові. Це свідчить про те, що фонотактичні обмеження застосовуються до мови німецьких дітей з фонологічною затримкою, принаймні, щодо груп приголосних на початку слова. [105] Додаткові дослідження [106] також показали, що системність орфографії німецької мови сприяє росту фонемної грамотності дітей, коли вони набувають навичок читання.

### Звукові зміни

#### Звукові зміни і злиття
Злиття (в основному в північних акцентах німецької мови) /ɛː/ (на письмі ⟨ ä, äh⟩) з /e / (на письмі ⟨e⟩, ⟨ee⟩ або ⟨eh⟩). Деякі мовці об'єднають ці два звуки всюди, деякі відрізняють їх всюди, інші залишають /ɛː/ окремо тільки в умовних формах сильних дієслів (наприклад, різниця є в Ich gäbe [ˈɡɛːbə] «я дав би» у порівняння з Ich gebe [ɡeːbə] «я даю», але немає в Bären [ˈbeːʁən] «ведмеді» у порівнянні з Beeren [ˈbeːʁən] «ягоди». Стандартна вимова Bären - [ˈbɛːʁən])
Іншим поширене злиття - /ɡ/ в кінці складу з [ç] або [х], наприклад Krieg [kʁ̥iːç] («війна»), але Kriege [kʁ̥iːɡə] («війни»); er lag [laːx] («він лежав»), але wir lagen [ˈlaːɡən] («ми лежали»). Це вимова часто зустрічається по всій центральній і північній Німеччині. Вона характерна для регіональних мов і діалектів, зокрема нижньонімецької на Півночі, де ⟨g⟩ є фрикативним, ставши глухим в коді складу, як це часто буває в німецькій мові (оглушення кінцевого проривного). Якою б частою вона не була, ця вимова вважається невідповідною мовній нормі. Тільки в одному випадку, в граматичній кінцівці -ig (що відповідає, наприклад, англійському -y), фрикативна вимова кінцевого ⟨g⟩ наказана стандартом сценічної мови Зібса (Siebs), наприклад, wichtig [vɪçtɪç] («важливий»). Це злиття не відбувається ані в австро-баварській, ані алеманській, ані у відповідних різновидах стандартної німецької мови, і, отже, в цих регіонах -ig вимовляється [ɪɡ̊].
Багато носіїв не розрізняють африкат /p͡f/ від простого фрикативного /f/ на початку слова. Тому дієслово (er) fahrt («[він] подорожує») і іменник Pferd («кінь») однаково виражені [fɛɐ̯t]. Це відбувається особливо в тих регіонах, де /p͡f/ з самого спочатку не зустрічався в місцевих діалектах, тобто в північній і західній Німеччині. Деякі мовці також мають своєрідну вимову /p͡f/ в середині або в кінці слова, замінюючи глухий губно-зубний фрикативний [f] в /p͡f/ на глухий губно-губний фрикативний [ɸ], тобто приголосний, відтворюваний шляхом протискання потоку повітря через напружені губи. Тим самим Tropfen («крапля») стає [ˈtʁ̥ɔp͡ɸn̩], а не [ˈtʁ̥ɔpf͡n̩].
Багато носіїв (особливо на півночі), які проявляють вокалізацію [ʁ] після [а], зливають цю комбінацію з допомогою довгого [aː] (тобто [aʁ]> [aɐ]> [aː] або [äː]). Таким чином, Schaf («вівця») і scharf («гострий») можуть обидва вимовляться [ʃaːf]. Це злиття не відбувається, де /aː/ реалізується як голосний заднього ряду, при цьому зберігаючи слова різними - [ʃɑːf] і [ʃaːf]. Проте, і в баварському і у франконському діалектах, останнє завжди вимовляється [ʃarf] з яскраво вираженим звуком [r]. Крім того, в умляут формах, різниця, як правило, повторюється: Schäfer [ˈʃɛːfɐ] проти schärfer [ˈʃɛɐ̯fɐ]. Мовці з цим злиттям також часто використовують [aːç] (замість формально правильного [aːx]), коли воно походить з первинного [aʁç]. Слово Archen («ковчеги»), таким чином, вимовляється [ˈʔaːçn̩], що робить для цих носіїв мінімальну пару з Aachen («Аахен») [ʔaːxn̩], що робить різницю між [ç] і [х] фонематичною, а не просто алофонічною.
У стандартній вимові якість подібних голосних /i/, /ɪ/, /е/, /ɛ/, а також /u/, /ʊ/, /о/, /ɔ/ розрізняється навіть в ненаголошених складах. У цьому випадку, однак, багато спрощують систему в різному ступені. Для деяких мовців це може навіть приводити до об'єднання всіх чотирьох звуків в одному. Тому в школі зустрічаються такі помилки, як Bräutegam (замість Bräutigam) або Portogal (замість Portugal).
У повсякденній мові трапляється більше випадків злиття, деякі з них є універсальними, а деякі - характерні для певних регіонів або діалектів. В цілому, існує сильна тенденція редукції та скорочення. Наприклад, довгі голосні можуть стати короткими, групи приголосних можуть бути спрощені, в деяких випадках [ə] наприкінці слова може бути опущене, а суфікс -en може бути злитий з попереднім приголосним, наприклад [ham] для haben [ˈhaːbən] («мати»).
Коли проривні трапляються між двома носовими (один з них складоутворюючий), вони можуть замінятись гортанними смичками, хоча вони як і раніше визначають характер носових. Таким чином, Lampen («лампи») змінюється з [ˈlampən] на [ˈlamʔm̩]; мовці часто не усвідомлюють цього.
Якщо за групами [mp], [lt], [nt], чи [ŋk] слідує інший приголосний, проривні /p/, /t/ та /k/, як правило, втрачають свій фонематичний статус. Таким чином, в той час як стандартна вимова відрізняє ganz [ɡant͡s] («цілий») від Gans [ɡans] («гусак»), а також er sinkt [zɪŋkt] («він тоне») від er singt [zɪŋt] «він співає», обидві пари є омофонами для більшості мовців. Найбільш поширеною практикою є випадіння проривного (таким чином [ɡans], [zɪŋt] для обох слів), але деякі мовці вставляють проривні там, де вони не етимологічні ([ɡants], [zɪŋkt] для обох слів), або вони чергують між два способи. Лише деякі носії зберігають фонематичну відмінність.

#### Середньоверхньонімецька
Середньоверхньонімецькі голосні [ei̯] та [iː] перетворились в сучасній стандартній німецькій мові на дифтонг [aɪ̯], а [ou̯] та [uː] переросли в [aʊ̯]. Наприклад, середньоверхньонімецькі heiz /hei̯s/ та wîz /wiːs/ ( «гарячий» і «білий») стали в стандартній німецькій heiß /haɪ̯s/ і weiß  vaɪ̯s/. У деяких діалектах Середньоверхньонімецькі голосні не змінилися, наприклад, в швейцарській німецькій heiss /hei̯s/ і wiiss /viːs/, в той час як в інших діалектах або мовах, голосні змінилися, але відмінність зберігається, наприклад, баварський hoaß /hɔɐ̯s/ та weiß /vaɪ̯s/, ріпуарський heeß /heːs/ та wieß /viːs/, ідиш הייס heys /hɛɪ̯s/ та װײַס vays /vaɪ̯s/.
Середньоверхньонімецькі дифтонги [iə̯], [uə̯] і [yə̯] стали в сучасній стандартній німецькій довгими голосними [iː], [uː] та [yː] після того, як середньоверхньонімецькі довгі голосні перетворились на дифтонги. Більшість південнонімецьких діалектів (Oberdeutsch) зберігають дифтонги. Залишком їхнього колишнього характеру дифтонгів відображається в тому, що [iː] продовжує писатись ie (як в слові Liebe «любов»).

### Запозичення
Німецька включає значну кількість запозичень з інших мов. Запозичення часто адаптовані до німецької фонетики, але в різному ступені, залежно від мовця і частоти слова. /ʒ/ і /d͡ʒ/ не зустрічаються в рідних німецьких словах, але часто трапляються в ряді запозичених французьких і англійських слів. Багато носіїв замінюють їх відповідно на /ʃ/ і /tʃ/ (особливо в Південній Німеччині, Австрії та Швейцарії), так що Dschungel (від англійського джунглі) можуть бути виражені [ˈd͡ʒʊŋl̩] або [ˈt͡ʃʊŋl̩]. Деякі мовці в Північній і Західній Німеччині зливають /ʒ/ з /d͡ʒ/, так що Journalist (фонематично /d͡ʒʊʁnaˈlɪst ~ ʒʊʁnaˈlɪst/) можуть бути виражені [ʒʊɐ̯naˈlɪst], [d͡ʒʊɐ̯naˈlɪst] або [ʃʊɐ̯naˈlɪst]. Реалізація /ʒ/ з допомогою [t͡ʃ], однак, зустрічається рідко. [107]

#### Запозичення з англійської мови
В німецькій мові використовуються багато англійських слів, особливо в сфері технологій і поп-культури. Деякі вимовляють їх так само, як їх рідна вимова, але багато мовців змінюють немісцеві фонеми на аналогічні німецькі фонеми:
Англійські звуки /θ, ð/ зазвичай вимовляється як в Received Pronunciation або General American; деякі носії замінюють їх на /s/ та /z/ відповідно (альвеолоризація th), наприклад, Thriller («триллер») [ˈθʁɪlɐ ~ ˈsʁɪlɐ].
Англійський звук /ɹ/ може бути виражений так саме, як в англійській мові, тобто [ɹ], або як відповідний рідний німецький /г/ наприклад, Rock («рок») [ʀɔk] або [rɔk]. Німецькі та австрійські мовці, як правило, мінливо ротичні.
Англійський звук /w/ часто замінюється німецьким /v/ наприклад, Whiskey («віскі») [vɪskiː].
Звук /s/ на початку слова часто зберігається (особливо на півдні, де /s/ на початку слова загальноприйнята) [108], але багато мовців замінюють його на /z/ наприклад, Sound («звук») [zaʊ̯nt].
Звуки /st/ і /sp/ на початку слова зазвичай зберігаються, але деякі мовці (особливо в південно-західній Німеччині та Західній Австрії) заміняють їх відповідно на /ʃt/ і /ʃp/. Наприклад, Steak («стейк») [ʃteɪk] або [ʃteːk], Spray («спрей») [ʃpʁeɪ] або [ʃpʁeː]. [109]
Англійський звук /t͡ʃ/ зазвичай зберігається, але в Північній і Західній Німеччині, а також Люксембурзі він часто замінюється на /ʃ/ наприклад, Chips («чіпси») [ʃɪps]. [110]
У північній стандартній німецькій мові, оглушення кінцевих обструентів (шумних приголосних) застосовується до запозичених англійських слів так само, як і до інших слів, наприклад, Airbag («подушка безпеки») [ˈɛːɐ̯bɛk], Lord («Господь») [lɔʁt] або [lɔɐ̯t], Backstage («за лаштунками») [bɛksteːt͡ʃ]. Проте, в південній стандартній німецькій мові, в швейцарській стандартній німецькій і австрійській стандартній німецькій мові оглушення не відбувається, і тому мовці частіше зберігають оригінальну вимову Lenis наприкінці слова (хоча їх реалізація як Fortis може статися через плутанину англійського правопису і вимови).
Англійські звуки /eɪ/ і /oʊ/ часто замінюються на /eː/ і /oː/, відповідно, наприклад, homepage («домашня сторінка») [hoːmpeːt͡ʃ].
Англійські звуки /æ/ і /ɛ/ вимовляються так само, як і німецький /ɛ/ (злиття met–mat), наприклад, Backup («резервне копіювання») [bɛkap].
Англійські звуки /ɒ/ і /ɔː/ вимовляються так само, як німецьке /ɔ/ (злиття cot–caught), наприклад, Box («коробка») [bɔks].
Англійський звук /ʌ/ зазвичай вимовляється як німецький /а/, наприклад, Cutter («різка») [katɐ].
Англійський звук /ɜːr/ зазвичай вимовляється як німецький /œʁ/, наприклад, Shirt («сорочка») [ʃœʁt] або [ʃœɐ̯t].
Англійський звук /i/ вимовляється як німецький /iː/ (напруження в happy), наприклад, Whiskey («віскі») [ˈvɪskiː].

### Приклад
Зразок тексту є відтворенням байки Північний вітер і сонце. Фонематична транскрипція фіксує кожен випадок [ɐ] і [ɐ̯] як /ər/ і /г/, відповідно. Фонетична транскрипція є досить вузькою транскрипцією освіченого північного акценту. Мовцю, розшифрованому в вузькій транскрипції, 62 роки, і він читає в розмовному стилі. [62] Аспірація, гортанна смичка і втрата дзвінкості Lenis після Fortis не розшифровані.
Зверніть увагу, що звуковий файл записаний з набагато молодшого носія.

#### Фонематична транскрипція
/aɪ̯nst ˈʃtrɪtən zɪç ˈnɔrtvɪnt ʊnt ˈzɔnə | veːr fɔn iːnən ˈbaɪ̯dən voːl deːr ˈʃtɛrkərə vɛːrə | als aɪ̯n ˈvandərər | deːr ɪn aɪ̯nən ˈvarmən ˈmantəl ɡəˌhʏlt var | dɛs ˈveːɡəs daˈheːrkaːm || ziː vʊrdən ˈaɪ̯nɪç | das ˈdeːrˌjeːnɪɡə fyːr deːn ˈʃtɛrkərən ˌɡɛltən zɔltə | deːr deːn ˈvandərər ˈt͡svɪŋən vʏrdə | zaɪ̯nən ˈmantəl ˈapt͡suːˌneːmən || deːr ˈnɔrtvɪnt bliːs mɪt ˈalər ˈmaxt | aːbər jeː ˈmeːr eːr ˈbliːs | dɛstoː ˈfɛstər ˈhʏltə zɪç deːr ˈvandərər ɪn zaɪ̯nən ˈmantəl aɪ̯n || ˈɛntlɪç ɡaːp deːr ˈnɔrtvɪnt deːn ˈkamp͡f ˈaʊ̯f || nuːn ɛrˈvɛrmtə diː ˈzɔnə diː ˈlʊft mɪt iːrən ˈfrɔʏ̯ntlɪçən ˈʃtraːlən | ʊnt ˈʃoːnax ˈveːnɪɡən ˈaʊ̯ɡənˌblɪkən t͡soːk deːr ˈvandərər zaɪ̯nən ˈmantəl aʊ̯s || da mʊstə deːr ˈnɔrtvɪnt ˈt͡suːɡeːbən | das diː ˈzɔnə fɔn iːnən baɪ̯dən deːr ˈʃtɛrkərə var/[111]
Північний вітер і сонце
Традиційна байка
Проблеми з відтворенням цього файлу? Див. Довідку щодо мультимедіа.

#### Фонетична транскрипція
[aɪ̯ns ˈʃtʁɪtn̩ zɪç ˈnɔɐ̯tvɪnt ʊn ˈzɔnə | veːɐ̯ fən iːm ˈbaɪ̯dn̩ voːl dɐ ˈʃtɛɐ̯kəʁə veːʁə | als aɪ̯n ˈvandəʁɐ | dɛɐ̯ ɪn aɪ̯n ˈvaɐ̯m ˈmantl̩ ɡəˌhʏlt vaɐ̯ | dəs ˈveːɡəs daˈheːɐ̯kaːm || zɪ vʊɐ̯dn̩ ˈaɪ̯nɪç | das ˈdeːɐ̯ˌjeːnɪɡə fʏɐ̯ dən ˈʃtɛɐ̯kəʁən ˌɡɛltn̩ zɔltə | dɛɐ̯ dən ˈvandəʁɐ ˈt͡svɪŋː vʏɐ̯də | zaɪ̯m ˈmantl̩ ˈapt͡suːˌneːmː || dɛɐ̯ ˈnɔɐ̯tvɪm ˈbliːs mɪt ˈalɐ ˈmaχt | abɐ jeː ˈmeːɐ̯ ɛɐ̯ ˈbliːs | dɛstoː ˈfɛstɐ ˈhʏltə zɪç dɐ ˈvandəʁɐ ɪn zaɪ̯m ˈmantl̩ aɪ̯n || ˈɛntlɪç ɡaːp dɐ ˈnɔɐ̯tvɪn dəŋ ˈkamp͡f ˈaʊ̯f || nuːn ɛɐ̯ˈvɛɐ̯mtə dɪ ˈzɔnə dɪ ˈlʊfp mɪt iːɐ̯n ˈfʁɔʏ̯ntlɪçn̩ ˈʃtʁaːln | ʊn ˈʃoːnaχ ˈveːnɪɡŋ̍ ˈaʊ̯ɡŋ̍ˌblɪkŋ̍ t͡soːk dɐ ˈvandəʁɐ zaɪ̯m ˈmantl̩ aʊ̯s || da mʊstə dɐ ˈnɔɐ̯tvɪn ˈt͡suːɡeːbm̩ | das dɪ ˈzɔnə fən iːm baɪ̯dn̩ dɐ ˈʃtɛɐ̯kəʁə vaɐ̯][112]

#### Орфографічна версія
Einst stritten sich Nordwind und Sonne, wer von ihnen beiden wohl der Stärkere wäre, als ein Wanderer, der in einen warmen Mantel gehüllt war, des Weges daherkam. Sie wurden einig, dass derjenige für den Stärkeren gelten sollte, der den Wanderer zwingen würde, seinen Mantel abzunehmen. Der Nordwind blies mit aller Macht, aber je mehr er blies, desto fester hüllte sich der Wanderer in seinen Mantel ein. Endlich gab der Nordwind den Kampf auf. Nun erwärmte die Sonne die Luft mit ihren freundlichen Strahlen, und schon nach wenigen Augenblicken zog der Wanderer seinen Mantel aus. Da musste der Nordwind zugeben, dass die Sonne von ihnen beiden der Stärkere war.[113]